# 후쿠다 다케오
후쿠다 다케오(일본어: 福田赳夫, 1905년 1월 14일 ~ 1995년 7월 5일)는 일본의 정치인이며 제67대 내각총리대신 (1976년 ~ 1978년)이다. 
군마현에서 태어나 도쿄 대학에서 교육을 받은 후쿠다는 정계 입문 전에 20년의 세월 동안 대장성에서 공무원을 지냈다.  1952년 그는 처음으로 일본 국회에 선출되었고, 기시 노부스케 아래 농림대신 (1959년 ~ 1960년), 이케다 하야토 아래 자유민주당 정무조사회장, 그리고 사토 에이사쿠 아래 대장대신 (1965년  1966년, 1968년 ~ 1971년)과 외무대신 (1971년 ~ 1973년)을 지내며 그의 제자가 되었다.  후쿠다의 정치 인생은 1972년 총리로서 사토를 계승하고 후쿠다가 아래에서 1973년부터 1974년까지 다시 대장대신을 지냈던 다나카 가쿠에이과 경쟁으로 표시되었다.  1976년부터 총리로서 후쿠다는 아시아의 국가들과 신뢰와 협력을 약속했던 후쿠다 독트린을 공식화하고 1978년 중일평화우호조약을 체결하였다.  그해에 그는 총리로서 오히라 마사요시에 의하여 계승되었다.
그의 아들 후쿠다 야스오는 정치인으로서 그를 따라 2007년부터 2008년까지 제91대 내각총리대신을 지냈다.

## 초기 생애와 관료 경력
후쿠다는 군마현 가네코정에서 에도 시대에 마을의 수장으로 지낸 옛 사무라이 가족에게 둘째 아들로 태어났다.  그의 부친은 가네코정의 시장이었고, 조부도 또한 시장을 지냈으며 그의 형도 결국적으로 똑같은 역할을 채웠다.  후쿠다는 도쿄에 있는 제일고등학교에 다닌 능력있는 학생이었고 도쿄 대학에서 법학 전공에 의하여 이어졌다.  그는 공무원 시험에서 최고 점수를 받고 1929년 졸업에 대장성으로 들어갔다.  
이어진 해에 후쿠다는 런던에 있는 일본 대사관에 재정 담당관으로 임명이 되었다.  3년 후, 그는 지방 세금 사무소장으로 지내는 데 일본으로 도로 불려졌다.
이때 그는 대심원 판사의 손녀 아라이 미에와 결혼하였다.  부부는 슬하 3남 2녀를 두었다.  야스오는 그들의 맏아들이었다.  후쿠다는 내각의 대열에서 점진적으로 상승하였다.  태평양 전쟁이 일어난 동안 그는 왕징웨이 정권을 위하여 재정 정책에 조언자를 지냈다.
일본의 항복 당시 후쿠다는 비서실의 총서기이자 실장이었다.  당시 오히라 마사요시와 미야자와 기이치가 그의 부하들이었다.  1946년 그는 금융 감독원이 되었고 이듬해까지 그는 예산 국장으로 올라갔다. 후쿠다는 행정 차관이 되었으나 아시다 내각의 몰락을 침전시킨 몇몇의 관료, 기업인과 정치인들을 연루시킨 부패 스캔들로 쇼와 덴코 스캔들로 연결에 구속되었다.  후쿠다는 이후에 무죄 판결을 받았으나 사건은 1950년 대장성으로부터 그가 사임하는 것으로 이끌었다.

## 정치 경력
1952년 선거에서 후쿠다는 무소속으로서 중의원으로서 선출되어 군마현 제3선거구를 대표하였다.
후쿠다는 정치 복귀를 이루고 있었던 기시 노부스케와 가까워졌다.  그는 1953년 기시와 더불어 자유당에 입당하였고 이어진해에 기시가 쫓겨났을 때 후쿠다는 그를 떠나 일본민주당 형성에 참여하였다.  후쿠다는 기시에게 총애하는 부관이 되었다.
양당은 1955년 자유민주당을 형성하는 데 합병되었다.  기시가 총리대신이 된 후, 후쿠다는 1958년 정책 연구 위원회의 의장 그리고 이듬해 1월 총서기가 되었다.  6월에 후쿠다는 농림대신으로서 내각에 가입하여 1960년 미일안보조약에 반대하는 대규모 안보 투쟁의 이유로 기시가 사임하는 데 강요되었을 때까지 남아있었다.  
그후에 이케다 하야토는 기시와 그의 동생 사토 에이사쿠의 지지와 함께 자유민주당 총재와 총리로 선출되었다.  후쿠다는 1960년 12월 다시 정책 연구 위원회의 의장이 되었다.  머지 않아 이케다, 기시와 사토 사이의 동맹이 약해지기 시작했다.  사토는 이케다를 승계하기를 원했고, 기시는 그를 지지하는 경향이 있었으나 이케다는 장기간 행정부를 가지는 데 의도하였다.  1961년 7월의 재개조에서 이케다는 기시와 사토의 영향력을 균형이 잡히도록 자신의 이전 상대들 오노 반보쿠와 고노 이치로를 고귀하게 대하였다.  자신의 일부를 위하여 후쿠다는 정책 의장으로서 자신의 직위를 잃었다.
1962년 1월 후쿠다는 이케다에 대한 불만을 표출하는 데 4명의 국회 의원들을 위하여 공개 토론회가 된 "당부 혁신 연맹"을 형성하였다.  기시파는 이케다를 반대 혹은 지지하거나, 후쿠다와 가와시마 쇼지로에 의하여 이끌어진 자들 사이를 갈라놓기 시작하였다.  기시는 1962년 7월 당파를 해산시키고 가와시마와 가까운 단체를 제외한 모든 사람들은 파벌의 지도자로서 기시의 사실상 후계자 후쿠다에게 가입하였다.
사토는 1962년 자유민주당 리더십 선거에 출마하지 않기로 결정하였고 이케다는 성공적으로 반대없이 출마했으나 당부 혁신 연맹의 70명의 일원들은 항의의 표시로 빈 투표지를 던졌다.  1964년 리더십 선거에서 후쿠다는 이케다를 상대로 사토를 강하게 지지하였다.  사토는 패했으나 이케다가 얼마 지나지 않아 병에 걸린후 총리로서 사임해야 했던 그는 자신의 후계자로서 사토를 임명하였다.
이케다의 세월 동안 후쿠다가 내각에 계속 갇혀있었지만 그의 별은 사토 아래 다시 자라나기 시작했다.  후쿠다는 대장대신 (1965년 ~ 1966년, 1968년 ~ 1971년)과 외무대신 (1971년 ~ 1972년)의 명망있는 직위들로 올라갔다.  총리로서 사토의 3번째이자 최종 기간이 1972년 종말로 온 후, 후쿠다는 그를 대체하는 데 후보로서 출마했으나 반군 후보 다나카 가쿠에이에게 패하였다.  다나카 아래 후쿠다는 다시 한번 대장대신 (1973년 ~ 1974년)을 지냈고, 다나카 내각이 부패 스캔들로 인하여 몰락했을 때마저 후쿠다는 "깨끗한" 것으로 보였고 그 뒤를 이은 미키 다케오의 내각 아래 경제 계획부의 국장으로서 임기를 수행하였다.

## 총리 재임
1976년  선거에서 자유민주당의 부진한 모습 이후에 미키는 총리로서 물러나고 후쿠다가 그를 대체하는 데 선출되었다.  후쿠다는 1978년까지 총리직에 남아있었으나 의회의 다수를 유지하는 데 소수 정당들의 지지에 의지할 수 밖에 없었다.  자신이 보수주의자이며 외교 정책에 매파로 여겨졌어도 후쿠다는 일본항공 472편 납치 사건을 일으킨 테러리스트들의 요구에 그가 굴복했을 때 국제적인 비난을 사며 "인간의 생명의 가치는 지구보다 더 크다"라고 말했다.

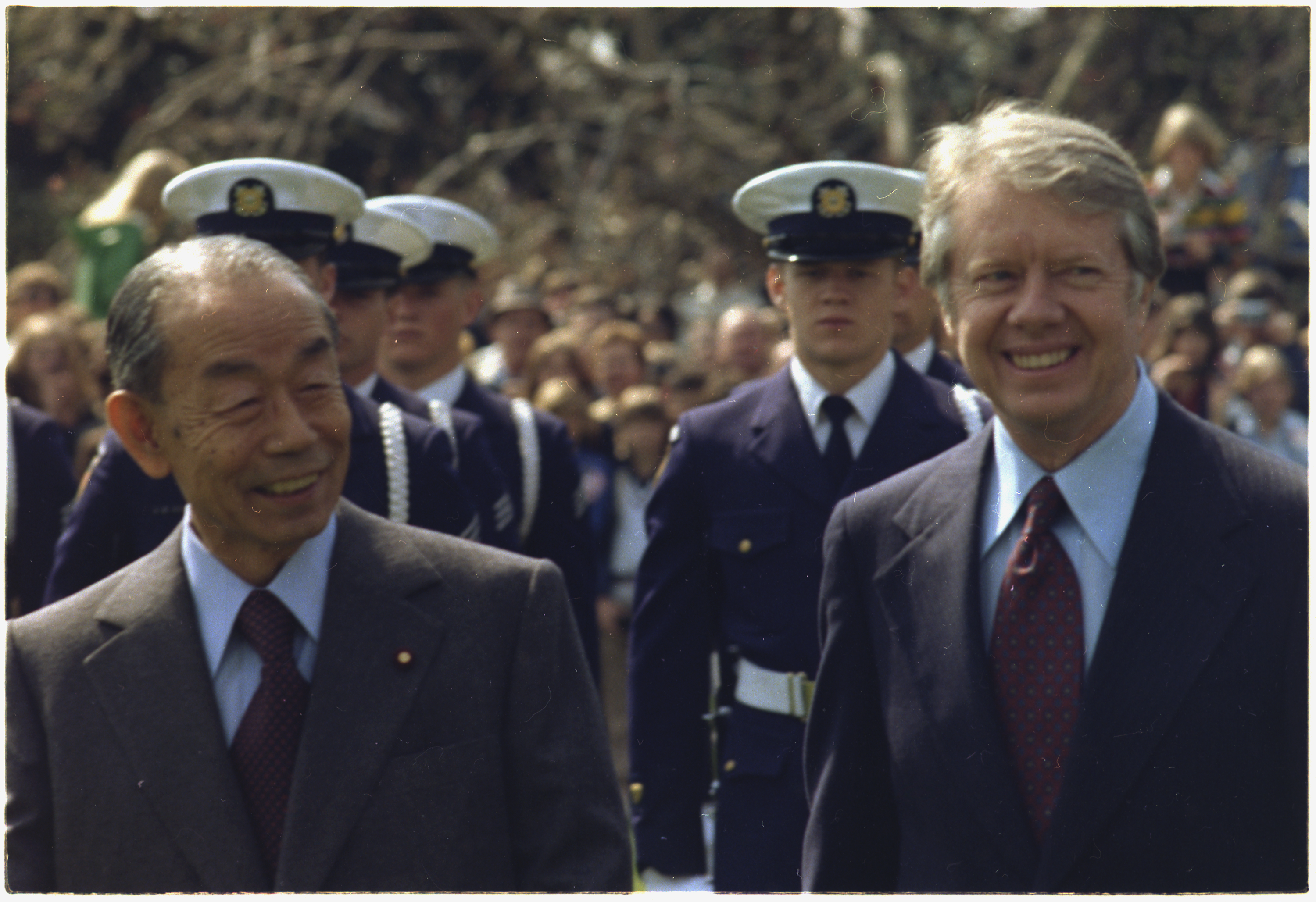
미국 방문시 카터 대통령과 함께 (1977년 3월 21일)

중일 관계의 문제들에 후쿠다는 자유민주당의 보수적 친대만파의 음성들 중의 하나로 시작하였다.  하지만 자신이 총리가 되었던 당시 그는 장기적으로 증가된 무역 접근성을 가져오기 위하여 중화인민공화국과 평화 조약 협상들을 더욱 나가서 추구하는 데 일본의 큰 기업들은 물론 자유민주당 안에서 증가하는 요구들에 대응해야 했다.  하나로 자유민주당에서 친대만파였던 자들 중에 아직도 계속 저항이 있었다. 더욱이 소련과의 관계들은 겨우 최근에 수산업에 논쟁들로부터 회복되고 있었고, 중화인민공화국과 소련이 긴장된 관계를 가지면서 후쿠다는 어느 한쪽을 선호하지 않도록 조심하였다.  하지만 주요 논쟁은 소련을 향하여 일본이 지시받는 것으로 여겨졌던 "반패권 조항"포함하는 데 조약에 중화인민공화국의 강한 주장이었고 후쿠다는 중소분열에 연루되지 않기를 바랬다.   조약 논의들이 많은 시간을 난처한 상황에 처해 보낸 후, 중화인민공화국 측은 결국적으로 반패권 문제에 유연성을 표현하였고 후쿠다는 그들을 추적하도록 허가했다.  하지만 오래지 않아 자유민주당에서 친대만파의 음성들은 후쿠다 내각에 강한 압력을 가했고 더욱 나가서의 우유 부단은 후쿠다의 찬성율이 20 퍼센트로 떨어지는 것으로 지도하였다.  결국적으로 더욱 나가서의 논의 후, 후쿠다는 결국 중일평화우호조약이 된 조약의 수정된 판에 동의하였다.
1977년 8월 18일 후쿠다는 마닐라에서 열린 ASEAN 정상 회의에서 인기적으로 "후쿠다 독트린"으로 불린 연설을 했다. 이 연설에서 후쿠다는 주로 3개의 목적들과 함께 관심이 있었는 데 평화주의에 대한 일본의 헌신을 재확인함으로써 제2차 세계 대전으로 인하여 동남아시아와 일본 사이에 심리적 장벽 극복, 일본과 ASEAN 회원국들 사이에 서로의 "마음을 나누는" 신뢰 증가와 ASEAN 회원국들과 "동등한 파트너"가 되는 데 일본의 의지였다.  이러한 약속들을 강화하는 데 후쿠다는 대출과 개발 원조를 제공하려는 일본의 의지를 명확히 했으나 ASEAN이 독점적으로 일본이 무역 블록에 가입하는 것을 요구하지 않는 조건 아래였다. 자유민주당의 파벌 시스템을 끝내는 노력에 후쿠다는 당 안에서 예비 선거를 소개하였다.  1979년의 말기를 향한 첫 예비 선거에서 자유민주당 총재를 위하여 오히라 마사요시에 의하여 꺾여 총리로서 사임하는 데 강요되었다.  후쿠다는 이후에 인터액션 카운슬의 형성에 수단이었고, 민간외교 차원에서 여러 차례 한국을 방문하기도 하였으며 또한 한일의원연맹 회장을 지내는 등 한국과의 관계에 앞장서기도 하였다.  1990년 그는 정계 은퇴를 하였다.

## 개인 생활
후쿠다는 결혼하고 5명의 자녀 - 3남 2녀를 두었다.  그의 맏아들 후쿠다 야스오는 아베 신조의 갑작스런 사임 후, 2007년 9월 총리대신이 되어 1년간 그 직무에 남아있으면서 일본 최초로 부자 총리가 탄생하였다.  추가로 고이즈미 준이치로 총리는 후쿠다에게 서기로서 자신의 정치 경력을 시작하였고, 둘은 1970년대부터 자신들의 정치적 그리고 개인적 일생에서 매우 가까웠다.
1977년 ASEAN 정상 회의로 자신의 연설에서 후쿠다는 논쟁적 필리핀의 독재자 페르디난드 마르코스를 자신의 가까운 친구로서 식별하였다.

## 사망
1995년 7월 5일 도쿄여자 의과대학 부속 아오야마 병원에서 90세의 나이에 만성 폐기종으로 사망하였다.

## 같이 보기
- 후쿠다 다케오 내각
- 후쿠다 다케오 내각 개조내각
- 각복전쟁
- 통일교
- 문선명